# Juncus longiflorus
Juncus longiflorus là một loài thực vật có hoa trong họ Juncaceae. Loài này được (A.Camus) Noltie mô tả khoa học đầu tiên năm 1994.